# 8590 Pygargus
8590 Pygargus è un asteroide della fascia principale. Scoperto nel 1960, presenta un'orbita caratterizzata da un semiasse maggiore pari a 3,2211539 UA e da un'eccentricità di 0,1286166, inclinata di 1,87328° rispetto all'eclittica.